# ラッフルズ・プレイス
ラッフルズ・プレイス（英: Raffles Place）は、シンガポール川の河口に所在する、シンガポールの金融の中心地である。1820年代のジャクソン・プランにおいて、シンガポールの商業における中心的役割を担わせるため、コマーシャル・スクエアの名称で開発が進められ、その後、1858年にラッフルズ・プレイスに改名された。この地域には、多くの主要銀行が拠点を構えている。セントラル・エリアのダウンタウン・コアに位置し、国内有数の高層ビルやランドマークが所在している。

## 歴史

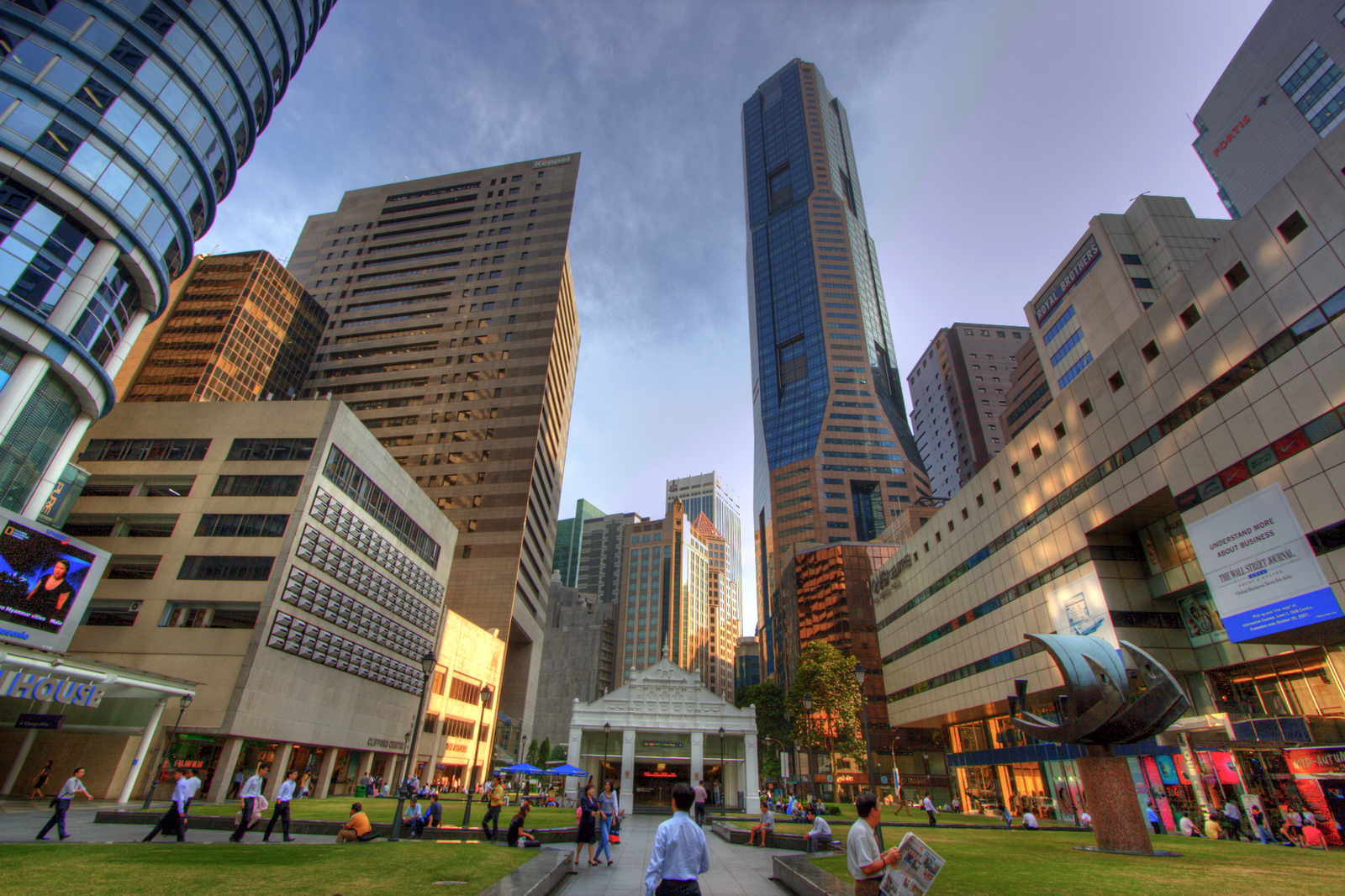
ラッフルズ・プレイスの中央広場

### 初期
1822年、近代シンガポールの創設者トーマス・ラッフルズは、シンガポールを「巨大な商業市場の中心地」とすることを意図した計画の一環として、シンガポール川の南西側における、商業地帯の形成計画を打ち出した。イギリス海軍中尉で、シンガポールに駐屯していたフィリップ・ジャクソンは、ラッフルズの指示により都市計画を作成する任に就いた。商業地区はコマーシャル・スクエアを中心に、1823年から1824年にかけて開発された。
ラッフルズの監督の下、コマーシャル・スクエアとバッテリー・ロードの間の小高い丘を平らに形成、その土壌でシンガポール川の湿地の南岸を埋め立て、ボート・キーと環状道路の地域が形作られた。コマーシャル・スクエアは、中央に小さな公園を配置し、長さ200ヤード、幅50ヤードの広場として建設され、広場周辺の土地の多くは、1区画1200ドルまたは1150ドルでオークションを通じて販売された。2階建てや4階建ての建物が広場の周囲に建設され、貿易商社、銀行や投資会社といった商業、金融企業が設立された。
1858年3月8日、コマーシャル・スクエアは、発展に尽力したラッフルズに敬意を表して、ラッフルズ・プレイスに改名された。1858年から1864年に掛けて、南側地域のジョンストンズ埠頭からラオパサまでの土地が埋め立てられ、埋立地は、建設に着手したチーフエンジニアのジョージ・コリアーにちなみ、コリアー・キーと名付けられた。この拡張により、より広い地域が商業用に開放され、小売店や銀行など、多くの企業が集まる商業集積地区となった。

### 小売、銀行業の発展

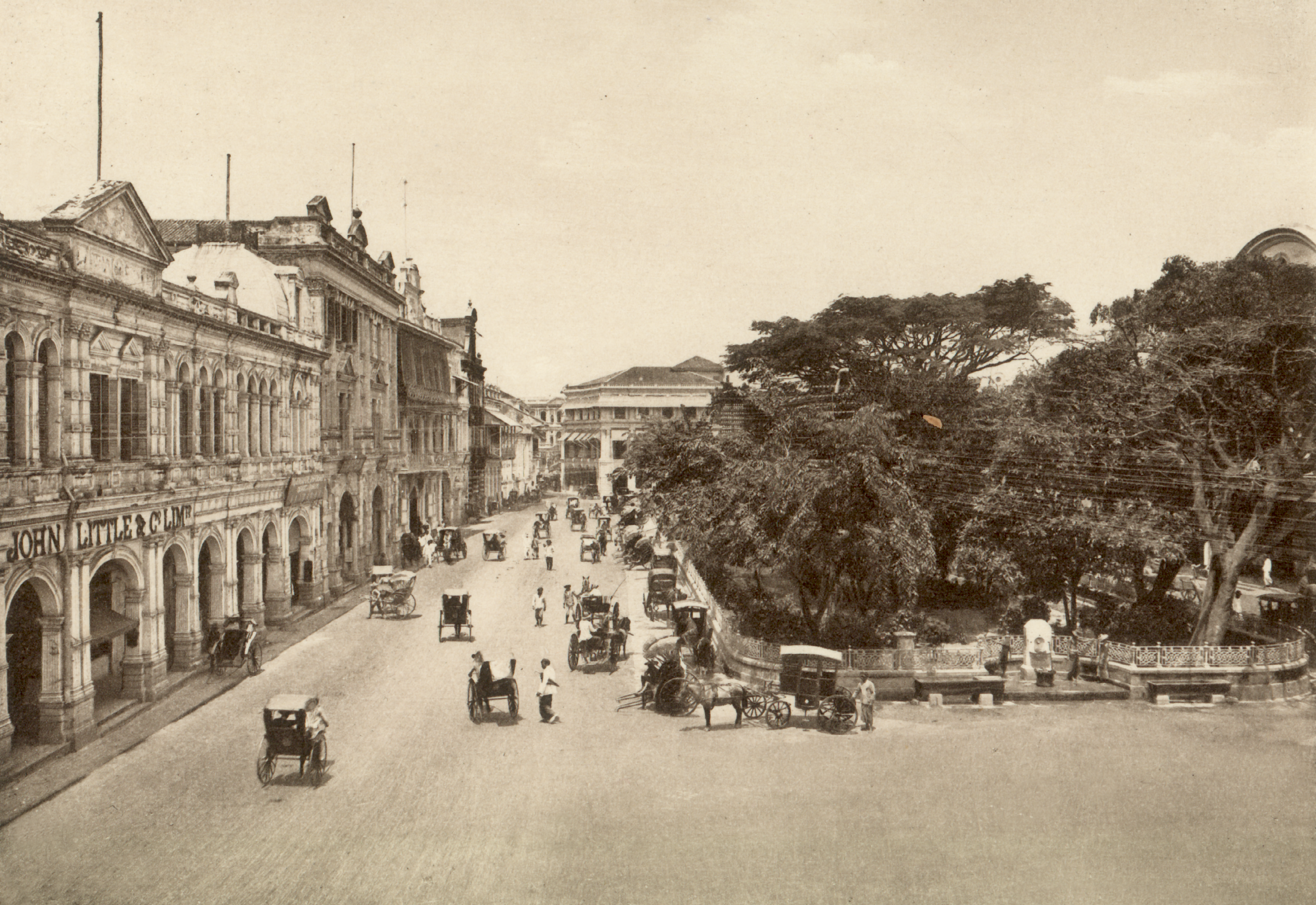
1910年ごろのラッフルズ・プレイス

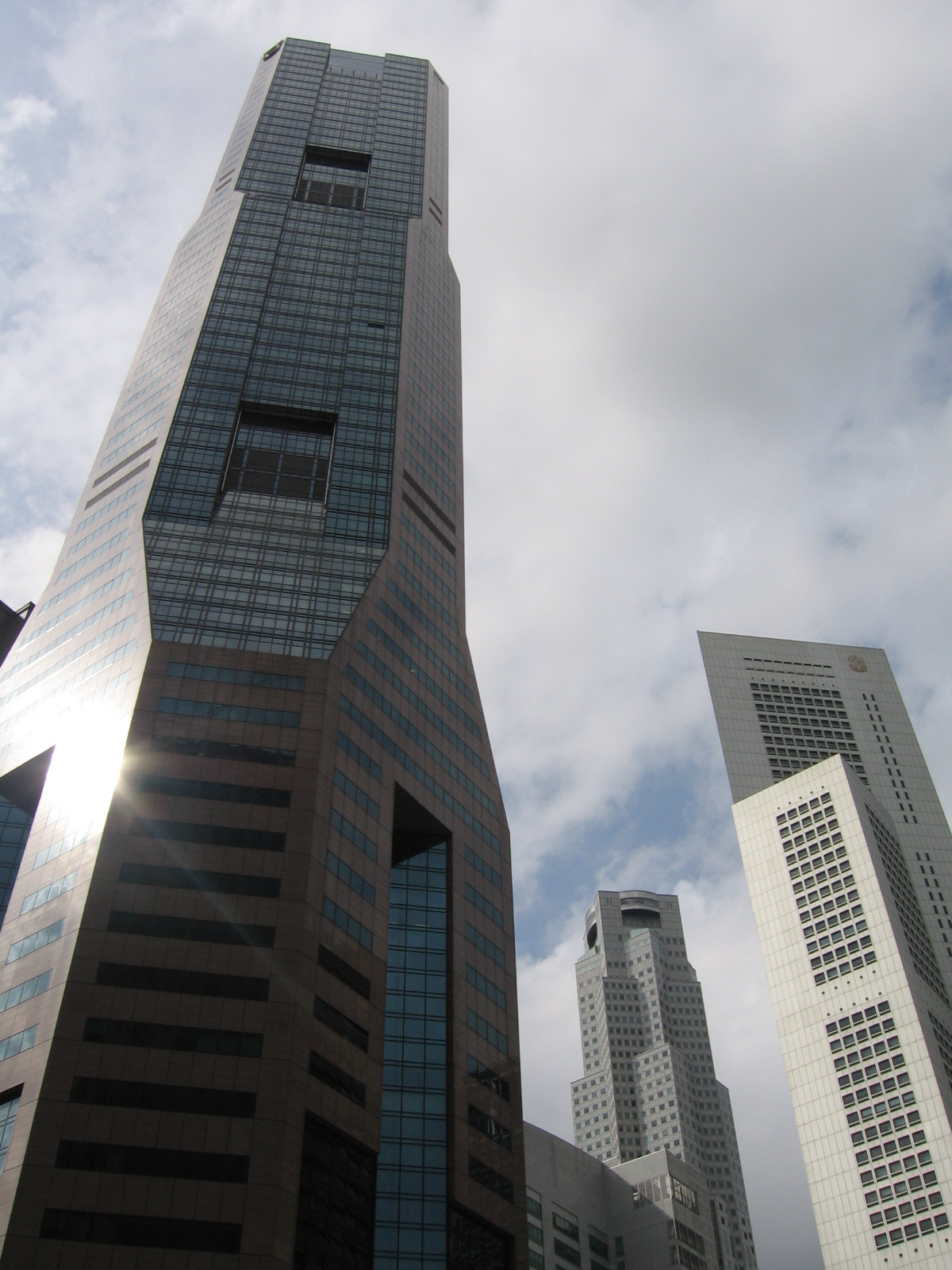
シンガポール有数の高さを誇る超高層ビル群、左からリパブリックプラザ、UOBプラザ、ワン・ラッフルズ・プレイス、高さは共に280メートル

19世紀には著名な小売店が拠点を構えるようになった。シンガポール最古のデパートメント・ストア、ジョンリトルは、1842年8月30日にコマーシャル・スクエアに設立。また、初期のデパートの1つであるロビンソンズは、1858年にコマーシャル・スクエアで最初の営業を開始、地域外での移転を繰り返した後、1891年にラッフルズ・プレイスへ復帰した。ホワイトアウェイ・レイドローは、ダルメイダストリートで設立後、スタンフォードハウスへ移り、その後、1910年にバッテリー・ロードへ移転した。1909年、コリアー・キーのウォーターフロントからラッフルズ・プレイスに広がるシンガポール発の屋内ショッピングセンター、アルカフ・アーケードが建設された。1966年にはロビンソンズに対面する場所に、中華系デパートのオリエンタル・エンポリアムがオープンした。
コマーシャル・スクエアで営業を開始した初期の銀行は、オリエンタル・バンク、マーカンタイル銀行（後にHSBCホールディングスに吸収）、チャータード銀行（現スタンダードチャータード銀行）、アジアティック銀行である。19世紀の終わりには、シンガポールの銀行業は躍進を遂げ、低金利と、顧客との文化的な親和性を武器に、自国発の銀行が大手銀行との競争に参入。1950年代にはバンク・オブ・アメリカが31ラッフルズ・プレイス、中国銀行がバッテリー・ロードに隣接する場所に拠点を構え、銀行間の競争は新たな局面を迎えた。
第二次世界大戦が勃発した際、ラッフルズ・プレイスは、日本軍が1941年12月8日に17機の爆撃機を用いて行ったマレー作戦のシンガポール空襲で襲撃を受けた場所の1つである。日本によるシンガポールの占領は、ラッフルズ・プレイスの順調な商業発展を停滞させた。

### 金融の中心地
1960年代から70年代に掛けて、小売業者のラッフルズ・プレイスからの撤退が始まり、ハイストリート、ノースブリッジ・ロードやオーチャード・ロードなどへ移転し、金融機関や大手銀行がラッフルズ・プレイスの多くを占めるようになった。バッテリー・ロードに所在していたホワイトアウェイ・レイドロー・デパートの建物は、1962年にメイバンクが買収し、1988年にはメイバンク・タワー建設のために、解体された。ロビンソンズは、1972年に発生したシンガポール史上最悪の建物火災により、そのランドマークであった店舗が消失し移転。隣接していたユナイテッド・オーバーシーズ銀行は、1986年の新たな建物建設の際、その場所を内包するような形で敷地を拡大した。ジョンリトルの建物は1973年に売却、取り壊された。

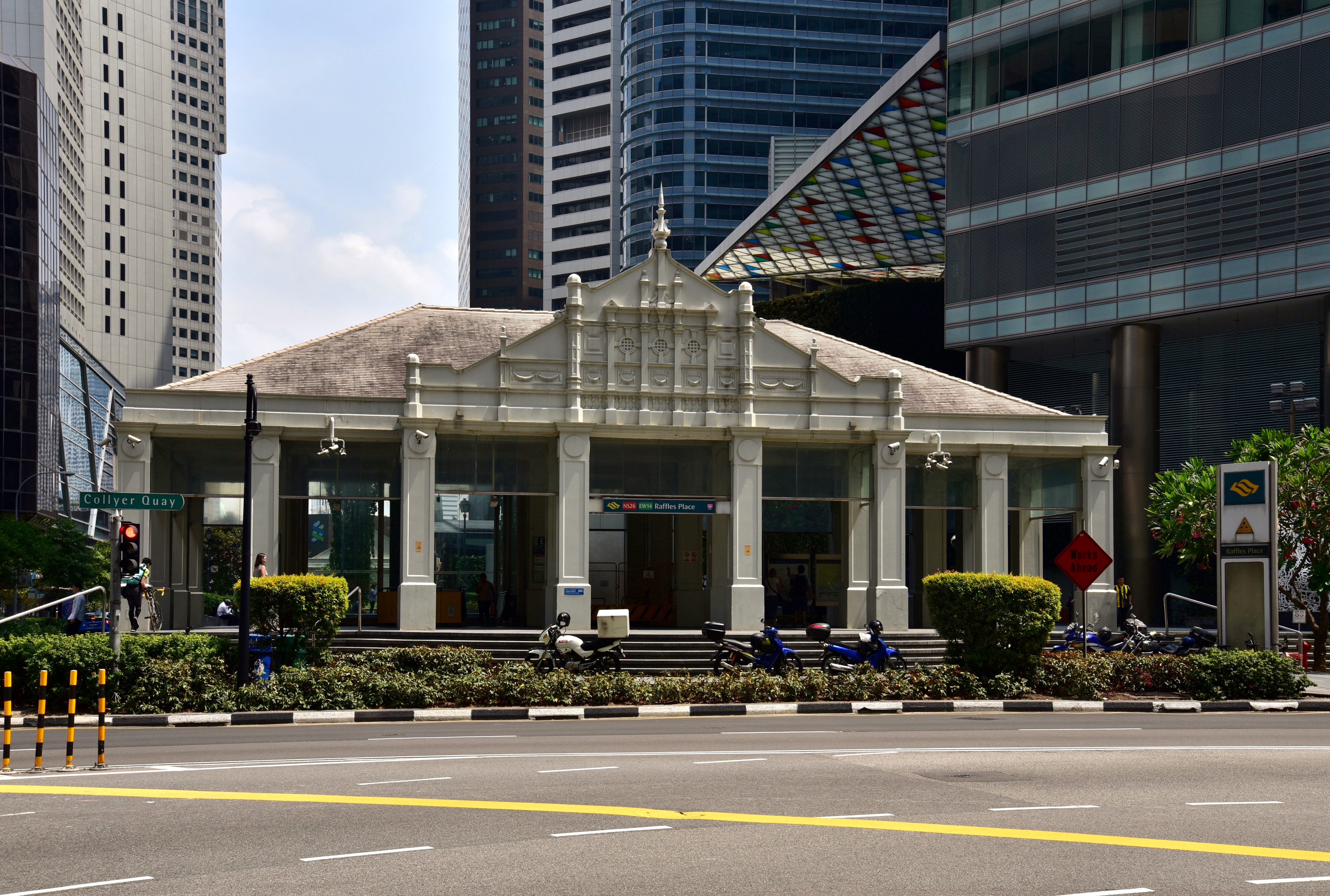
ラッフルズ・プレイス駅の外観

1987年12月にはラッフルズ・プレイス駅が開業。1965年にシンガポールで初めて建設された地下駐車場であった場所を改築し、改札やホームを地下に建設している。駅のエントランスの外観には、1911年のジョンリトルの店舗のファサードのような装飾を施している。
ラッフルズ・プレイスには、超高層建築物がそびえるが、その多くは、国内有数の高さを誇る建築物に数えられるビルであり、銀行の旗艦店舗が所在している。ユナイテッド・オーバーシーズ・バンク・タワーは、ボンハムビルの敷地に建設され、後にUOBプラザとして改修された。シンガポールランドタワー、クリフォードセンター、オーシャン・ビルディング、ワン・ラッフルズ・プレイスやリパブリックプラザのような超高層ビルも、UOBプラザと同様に古いビルを建て替えて建設されている。ラッフルズ・プレイスの3つのタワー（リパブリックプラザ、UOBプラザ、ワン・ラッフルズ・プレイス）は、2016年にグオコタワーが建設されるまで、国内一位の高さを誇っていた。